# 池田政済
池田 政済（いけだ まさなり）は、江戸時代前期の旗本。3千石の寄合。屋形池田家初代。

## 略歴
寛永18年（1641年）、池田輝澄の七男として誕生。
寛文6年（1666年）3月15日、兄・政直の遺領1万石のうち、播磨国神崎郡において3千石を分与され寄合に列する。
元禄10年（1697年）11月11日、死去。57歳。跡を子の政因が継いだ。

## 系譜
- 父：池田輝澄（1604-1662）
- 母：天正院 - 生駒正俊の娘
- 正室：小出有棟の娘
  - 男子：池田政因（1677-1705）
- 生母不明の子女
  - 男子：勝吉郎 - 早世
  - 女子：宮城和堅室
  - 女子：酒井忠穏室
  - 女子：駒井政周室
  - 女子：池田政因養女 - 松下重長室、のち離縁、池田政職室